# Dishevelled

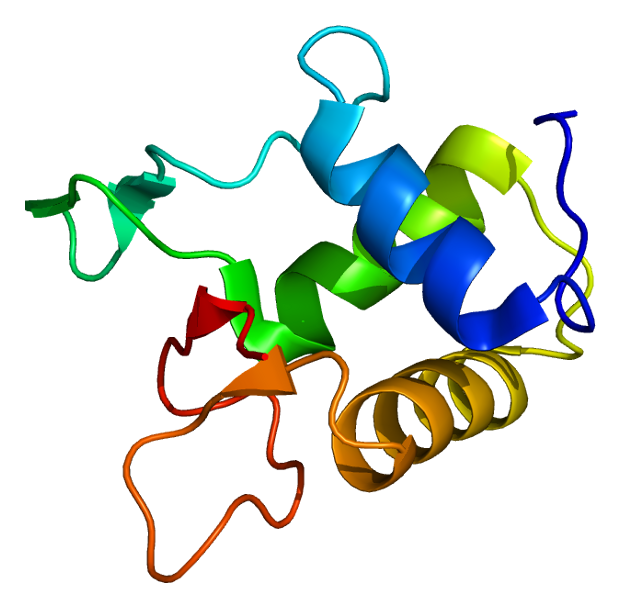
Structure de la protéine DVL1

Les Dishevelled (Dsh) sont une famille de protéines impliquées dans les voies de signalisation de Wnt canoniques et non canoniques. Dsh (Dvl chez les mammifères) est une phosphoprotéine cytoplasmique qui agit directement en aval des récepteurs Frizzled. Elle joue un rôle important aussi bien dans le développement embryonnaire que chez l'adulte, depuis la différenciation cellulaire jusqu'au comportement social. Elle tire son nom de sa découverte initiale chez les mouches drosophiles où la mutation de ce gène entraîne une mauvaise orientation des poils du corps et des ailes. Des homologues ont été caractérisés chez l'homme (DVL1 (en), DVL2 (en), DVL3 (en)), la souris (DVL1, DVL2, DVL3), la grenouille xenopus (XDsh) et le poisson-zèbre.

## Fonctions

### Voie canonique

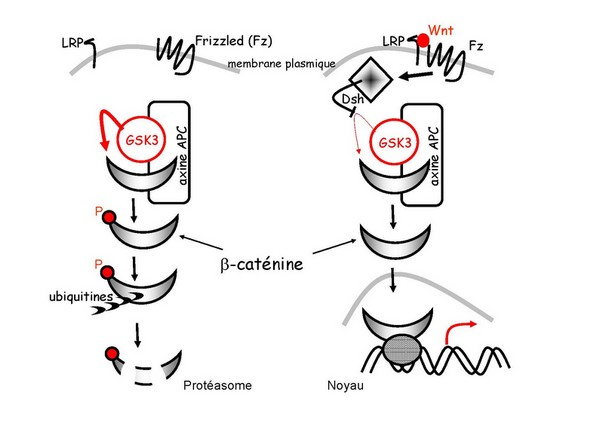
Voie de signalisation canonique des protéines Wnt. À gauche : en absence de Wnt; à droite en présence de Wnt.

La voie canonique de Wnt est activée pendant le développement, la différenciation et la prolifération cellulaire. La liaison de Wnt à la protéine transmembranaire Frizzled permet le recrutement de Dvl par Frizzled et son placement près de la membrane, lui permettant ainsi d'interagir avec l'axine et la glycogène synthase kinase GSK3β (en) qui va lier et phosphoryler le corécepteur LRP5/6. Ensemble, toutes ces protéines forment alors un multimère. Sa conséquence est que la β-caténine n'est plus phosporylée ni dégradée et peut entrer dans le noyau et remplir son rôle de facteur de transcription.

### Voie de signalisation de la polarité cellulaire planaire
La voie de signalisation de la polarité cellulaire planaire (PCP) est la principale voie sans lien avec la β-caténine: le signal Wnt est reçu par le récepteur Frizzled qui transmet les signaux à Dvl qui peut ensuite activer deux voies indépendantes par l'intermédiaire des petites GTPases Rho et Rac.
Pour la branche Rho, les signaux Wnt induisent la Dvl à former un complexe avec l'activateur de la morphogenèse associé à dishevelled DAAM1 (en) qui interagit avec une GTPase de la famille Rho et régule le cytosquelette d'actine.
Pour la branche Rac, la Dvl active la GTPase Rac et stimule ainsi la c-Jun N-terminal kinase (en) (JNK) qui contrôle les réarrangements dans le cytosquelette et l'expression des gènes. Plus spécifiquement, elle règle la polarité et le mouvement des cellules et, dans le développement embryonnaire des vertébrés, la gastrulation, la fermeture du tube neural et l'orientation stéréociliaire dans l'oreille interne.

### Voie Wnt/Ca2+
La voie Wnt/Ca2+ est une autre voie indépendante de la β-caténine. Elle est impliquée dans des processus liés au cancer, aux inflammations et à la neurodégénération. L'activation par le Wnt déclenche une cascade de réaction qui aboutit à la libération de Ca2+ et active des effecteurs tels que la CaMKII qui contrôlent la régulation des gènes contrôlant la destinée de la cellule et sa migration. Cette voie peut interrompre la cascade Wnt/β-caténine et peut aussi être inhibée par l'activation de la Dvl.

## Structure

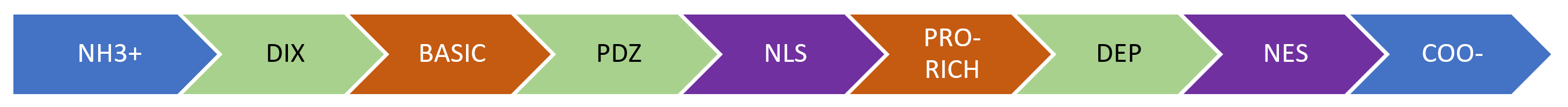
Structure générale de la protéine Dvl.

Dvl est une grosse protéine composée de plus de 700 acides aminés avec sept domaines qui se succèdent dans cet ordre dans toutes les variantes:
- Un domaine DIX (Dishevelled, aXin) de 82 à 85 acides aminés en N-terminal. Il est constitué de cinq brins bêta et d'une hélice alpha fortement conservée[4].
- Une région riche en acides aminés basiques qui a conservé des groupes sérine et thréonine. Elle gère les interactions entre les protéines et contribue à orienter la signalisation entre les différentes voies[4].
- Un domaine PDZ (Post synaptic density protein (PSD95), Drosophila disc large tumor suppressor (Dlg1), and Zonula occludens-1 protein (zo-1)). Son nom est formé par les initiales des trois premières protéines chez qui ce domaine structural récurrent a été identifié. Il contient généralement près de 73 acides aminés qui forment cinq ou six brins bêta et deux ou trois hélices alpha. Il joue un rôle essentiel dans la liaison des ligands et la conformation de la protéine Dvl et donc dans la régulation des processus biologiques[4].
- Une séquence de localisation nucléaire (NLS). Elle assure le déplacement de la Dvl du cytoplasme vers le noyau[4].
- Une région riche en proline[4].
- Un domaine DEP (Dishevelled, EGL-10, Pleckstrin) de 75 acides aminés dans les Dvl humaines. Il est constitué de trois hélices alpha, une épingle à cheveux bêta et deux courts brins bêta. Il permet notamment l'interaction entre la Dvl et DAAM1, activant ainsi la voie non canonique[4].
- Une séquence d'exportation nucléaire (NES) bien conservée en C-terminal. Elle assure le déplacement de la Dvl du noyau vers le cytoplasme[4].

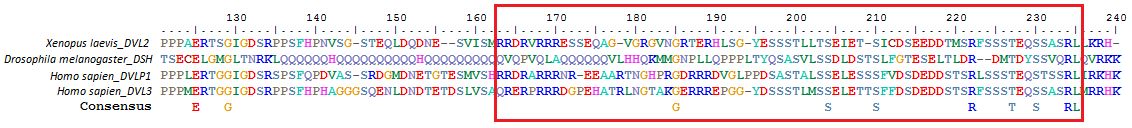
Alignement de Dvl provenant de différents organismes.

Il existe trois principaux types de modifications post-traductionnelles de la Dvl: la phosphorylation, l'ubiquitination et la méthylation. Les études réalisées ont montré que la phosphorylation spécifique d'un site peut entrainer une grande variété de réactions biologiques. L'ubiquitination régule la dégradation de la Dvl par le protéasome.